# ヴッパータール交響楽団
ヴッパータール交響楽団（ヴッパータールこうきょうがくだん、ドイツ語: Sinfonieorchester Wuppertal）は、ドイツ西部ノルトライン＝ヴェストファーレン州ヴッパータール市に属するオーケストラ。

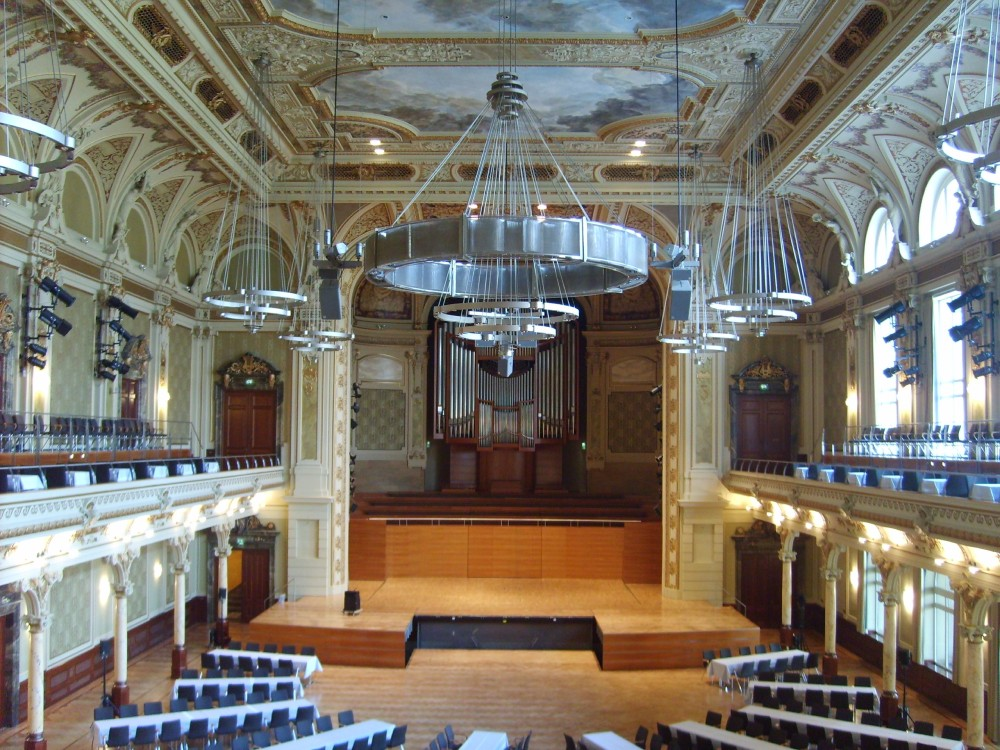
ヒストリシェ・シュタットハレの内部

## 沿革
ヴッパータール交響楽団の歴史は150年近くにおよぶ。創設初期の時代から、クララ・シューマン、ヨーゼフ・ヨアヒム、ヨハネス・ブラームス、マックス・ブルッフといった高名な音楽家がソリストや指揮者としてこのオーケストラに登場した。
1900年にはリヒャルト・シュトラウスが客演、この頃から、シュターツ・ハレを本拠地として活躍する。このホールは第二次世界大戦で焼け落ちたが、1995年12月に修復された。

## 歴代指揮者
エーリヒ・クライバー、オットー・クレンペラーなどの偉大な指揮者たちも、ヴッパータールで音楽的キャリアの第一歩を踏み出した。また、世界恐慌の時代にオーケストラを援助した音楽家の一人に、地元エルバーフェルト（ヴッパータール市の旧名）出身のハンス・クナッパーツブッシュがいる。後には、ゲオルク・ラティエン、フリッツ・レーマン、マルティン・シュテファーニが指揮台に立った。22年間におよぶハンス＝マルティン・シュナイトの時代に続き、1986年から1996年の間は、音楽学者でもあるペーター・ギュルケがオーケストラを率いてきた。一時的に任命されたシュテファン・クリーメからバトンを引き継ぎ、1998年から2004年までは、ジョージ・ハリソンが、オーケストラのみならず、ヴッパータール市の音楽総監督を務めた。
2004年から2016年まで上岡敏之がヴッパータール市の音楽総監督、2016年からジュリア・ジョーンズ、2021年からパトリック・ハーンが音楽総監督を務める。現在このヴッパータール交響楽団とはオペラからコンサート、バロック音楽から現代音楽にいたるまで多岐にわたるレパートリーを誇っている。ドルトムントのコンツェルトハウスとケルンのフィルハーモニーに定期的に客演しているほか、ミュンヘン、パリ、ヴロツワフ、トリノ、ローマなどをツアーで訪れている。

### 歴代音楽総監督、指揮者等
- フランツ・フォン・ヘスリン  (de:Franz von Hoeßlin)  (1926年-1932年)[1]
- ヘルムート・セネケンブルク (1932年-1938年)[1]
- フリッツ・レーマン (1939年–1946年)
- ハンス・ヴァイスバッハ (1947年–1955年)
- ゲオルク・ラティエン (1955年–1959年)
- マルティン・シュテファーニ (1959年-1963年)
- ハンス＝マルティン・シュナイト (1963年–1985年)
- ペーター・ギュルケ (1986年–1996年)
- シュテファン・クリーメ (1996年–1998年)
- ジョージ・ハンソン (1998年–2004年)
- 上岡敏之 (2004年–2016年)
- ジュリア・ジョーンズ (2016年–2021年)
- パトリック・ハーン（英語版） (2021年– )